# Splitsville
Splitsville är en amerikansk komedifilm som hade premiär på Cannes filmfestival den 19 maj 2025. Den är regisserad av Michael Angelo Covino som även skrivit filmens manus tillsammans med Kyle Marvin.

## Handling
När Ashley begär skilsmässa söker den godhjärtade Carey stöd hos sina vänner Julie och Paul. Deras hemlighet till lycka är ett öppet äktenskap.

## Rollista (i urval)
- Michael Angelo Covino - Paul
- Adria Arjona - Ashley
- Dakota Johnson - Julie
- Kyle Marvin - Carey
- Nicholas Braun - Matt the Mentalist
- David Castañeda
- O-T Fagbenle
- Charlie Gillespie - Jackson
- Tyrone Benskin - Dr. Ott
- Nahéma Ricci - Antoneta